# Mann von Bernuthsfeld

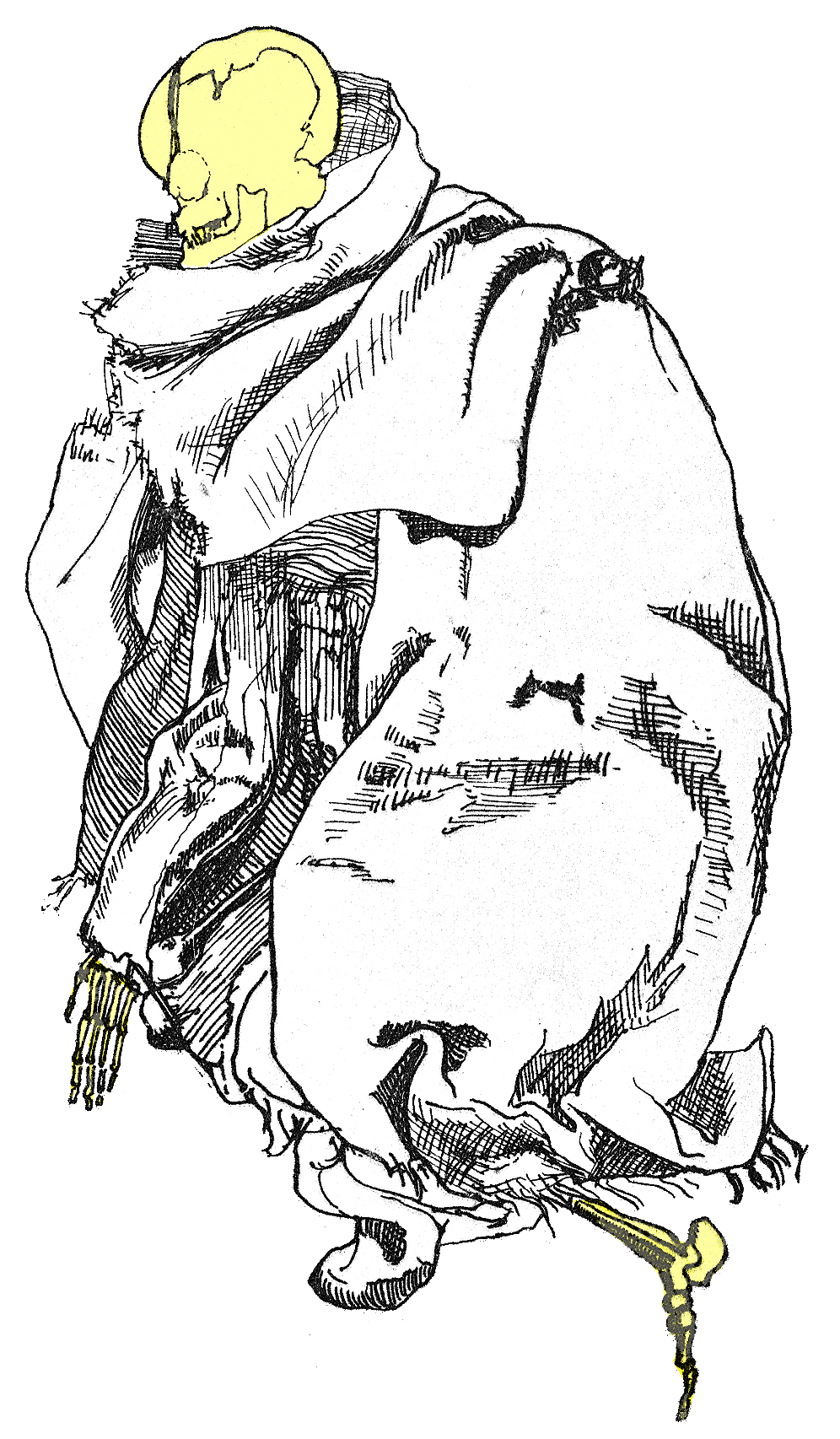
Schematische Darstellung der Fundlage des Mannes und seiner Kleidung mit gelb markierten Knochenteilen, Zeichnung von 1925 durch Hans Hahne

Der Mann von Bernuthsfeld ist eine aus dem späten 7. oder frühen 8. Jahrhundert stammende Moorleiche, die im Jahre 1907 im Moor Hogehahn bei Tannenhausen, heute ein Ortsteil der Stadt Aurich im Landkreis Aurich, gefunden wurde. Eine Besonderheit dieses archäologischen Fundes ist die außerordentlich gut erhaltene wollene Bekleidung des Mannes. In neueren Veröffentlichungen wird der Mann von Bernuthsfeld auch als Bernie bezeichnet.

## Fundort
Der Fundort befindet sich im Weiteren in einem ausgedehnten Hochmoorkomplex, in dem sich in etwa 2 km Entfernung das Ewige Meer befindet. In dem Gebiet gab es im Laufe der Zeit verschiedene archäologische Funde wie den Bohlenweg im Meerhusener Moor oder den Pflug von Walle im ursprünglichen Ausdehnungsbereich des Moores. Der engere Fundort ist das Moor Hogehahn, ein Teil des Meerhuser Moores unweit des aus wenigen Gehöften bestehenden Wohnplatzes Bernuthsfeld nördlich von Tannenhausen.

## Fundumstände
Die 16 und 18 Jahre alten Brüder Rolf und Ehme de Jonge aus Bernuthsfeld stießen am 24. Mai 1907 beim Torfstechen auf eine Leiche. Aus Furcht, in einen Mordfall verwickelt zu werden, vergruben sie die Leiche wieder auf einer mehrere hundert Meter entfernt liegenden, benachbarten Parzelle. Die Nachricht über den Fund der beiden Jugendlichen gelangte auch zu einem zuständigen Polizisten. Er meldete die Angelegenheit dem Amtsgericht Aurich, das die Polizei mit den Ermittlungen beauftragte. Der Polizist ließ sich von den Gebrüdern de Jonge die erneute Bestattungsstelle zeigen, die freigelegt wurde. Da die Bekleidung der Leiche nicht zeitgemäß erschien, lag die Vermutung nahe, dass es sich nicht um einen aktuellen Fall handele. Daraufhin wurde der Archivrat des Auricher Staatsarchivs Franz Wachter beigezogen, der den Fund eingehend untersuchte und neben dem Skelett noch weitere Haare, Kleidungsteile, eine Messerscheide und einen Holzzweig barg.
Das von einem Amtsarzt rekonstruierte Skelett mit den Beifunden wurde der Gesellschaft für bildende Kunst und vaterländische Altertümer übergeben. Mittlerweile ist jedoch nicht mehr sicher identifizierbar, welcher der beiden Plätze der Fundplatz und welcher der Ort der Zweitbestattung durch die Finder war.
Fundort: 53° 31′ 52,5″ N, 7° 28′ 29,4″ O

## Befunde
Nach Auskunft der beiden Finder war die Leiche in einer sorgfältig mit Moos ausgepolsterten Grabgrube in Nord-Süd-Ausrichtung beigesetzt worden. Sie war in einem 2 × 3 Meter großen Umhang eingewickelt. Die knöchernen Überreste wurden in den Jahren seit der Auffindung mehrfach konserviert. So wurden die Knochen mit Kunstharz stabilisiert und die Bruchstücke des Schädels auf einer Unterkonstruktion aus Ton montiert.

### Neuere Untersuchungen
Seit dem Jahre 2011 werden an der Moorleiche wissenschaftliche Untersuchungen vom Universitätsklinikum Hamburg-Eppendorf und der Universität Göttingen mit dem angeschlossenen Max-Planck-Institut für experimentelle Medizin vorgenommen. Sie erfolgen vorwiegend mit nicht-invasiver Bildgebung. Zunächst wurde im Emder Hans-Susemihl-Krankenhaus eine computertomographische Aufnahme angefertigt. Zu den Untersuchungen zählten auch eine DNA-Bestimmung und eine Röntgenfluoreszenzanalyse des Knochenmaterials. Das Niedersächsische Landesamt für Denkmalpflege führte eine konservatorische Behandlung durch, bei der die Restaurierungsgeschichte der Moorleiche untersucht wurde. Dabei erhielt sie wieder ihren Zustand zum Fundzeitpunkt.
Die Rekonstruktion der Knochen der Moorleiche ermöglichte das Volkswagenwerk Emden durch seine Rapid-Prototyping-Technologie, die dort üblicherweise im Automobilbau eingesetzt wird. Zunächst erfolgte ein hochauflösender 3D-Scan der Knochen, um eine Datenbasis zu erlangen. Damit können virtuell Anordnungen des Knochenmaterials in die richtige Position, die Korrektur lagerungsbedingter Deformationen und der Ausgleich fehlender Teile vorgenommen werden. Diese Daten ermöglichen eine spätere Nachbildung im Digital-Fabricating-Verfahren.

### Medizinische Befunde
Die erste wissenschaftliche Bearbeitung des Fundes erfolgte durch Hans Hahne, der seine Ergebnisse 1925 veröffentlichte. Nach Hahne wurde der etwa 30 Jahre alte Mann durch einen Schlag auf die linke Schädelseite getötet. Aktuelle, interdisziplinäre Untersuchungen aus den Jahren 2011 und 2012 kamen zu anderen Ergebnissen. Nach ersten Veröffentlichungen der Befunde war der mittelgroße Mann mit einer Körperhöhe von 1,65 Meter zwischen 40 und 60 Jahren alt. Er hatte während seines Wachstums einige gesundheitliche oder ernährungsbedingte Krisen durchlebt, was sich an den Harris-Linien der Langknochen abzeichnete. Er litt an chronischer Arthrose in den Hüftgelenken und muss in seinem letzten Lebensjahr viel gelegen haben, um seine Beine zu schonen. Zu Lebzeiten hatte er eine gut ausgeheilte Rippenfraktur. Seine Wirbelsäule weist einen, durch eine entzündliche Erkrankung entstandenen Blockwirbel auf, der die schmerzfreie Beweglichkeit seines Oberkörpers möglicherweise stärker einschränkte. Das Gebiss des Mannes war gepflegt und im Vergleich zu seinen Zeitgenossen nur mäßig abgekaut. Er litt an einer damals häufig vorkommenden Nasennebenhöhlenentzündung. Das Gesicht des Mannes mit seinem vorspringenden Kinn wird als markant beschrieben. Die Schädelfraktur wurde als Todesursache ausgeschlossen, diese trat vermutlich erst durch den Druck der auf dem Kopf lastenden Moorschicht ein. Da keine weiteren Hinweise auf eine Gewalteinwirkung an den Überresten erkennbar war, ist der Mann möglicherweise eines natürlichen Todes gestorben. Eine hochauflösende computertomographische Untersuchung der Überreste ergab, dass der Mann an Krebs litt. Auf Basis der daraus gewonnenen Daten soll eine Rekonstruktion des gesamten Körpers des Mannes angefertigt werden. Offen bleibt weiterhin die Frage, warum der Mann eine Sonderbestattung erhielt und nicht auf einem regulären Friedhof oder einem Gräberfeld beigesetzt wurde.

### Kleidung

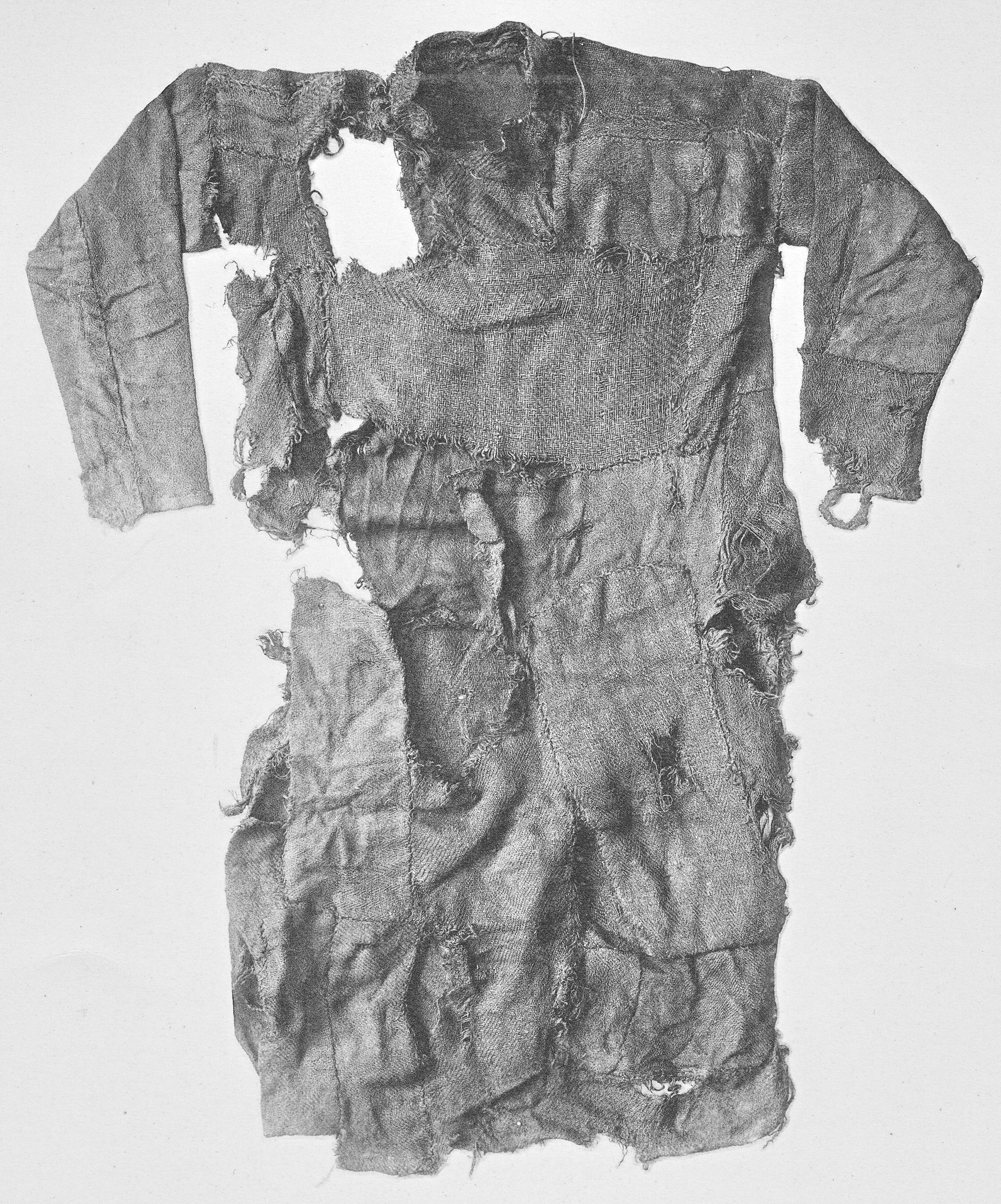
Die Vorderseite des Kittels

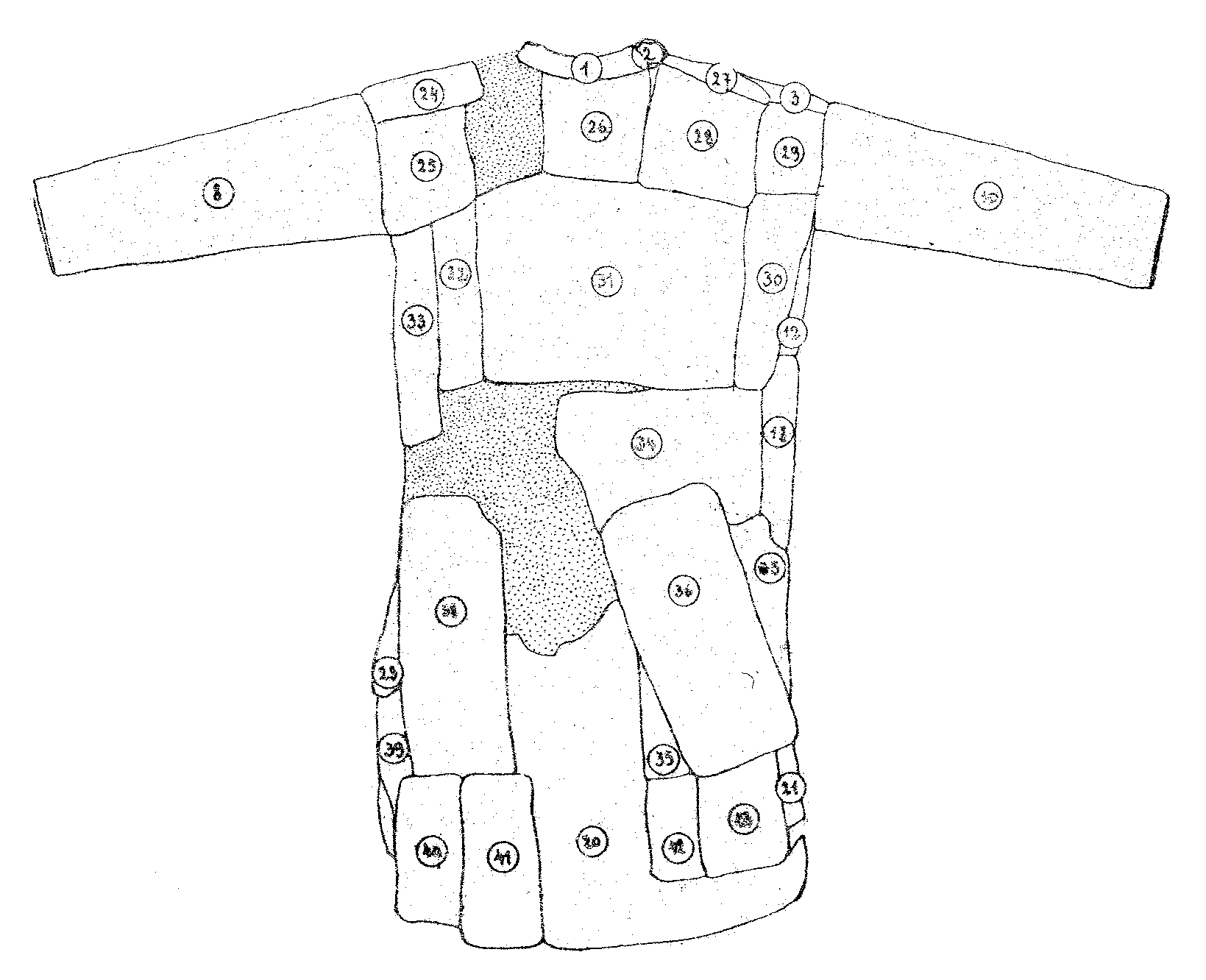
Verteilung der Stoffstücke auf der Vorderseite des Kittels

Die außerordentlich gut erhaltene Kleidung des Mannes gibt Auskunft über Herstellung und Tragweise von Textilien im frühen Mittelalter. Als Oberbekleidung trug er einen oftmals geflickten, etwa knielangen, langärmligen Wollkittel mit einem seitlichen Halsausschnitt. Der stark abgetragene Kittel war aus 45 einzelnen Stofffetzen flickenteppichartig zusammengesetzt. Die Stofffetzen stammten aus 20 verschiedenen Geweben, in neun unterschiedlichen Webmustern. Alle Nähte wurden aus den Kettfäden der Gewebe in einer einheitlichen Qualität ausgeführt und sämtliche Stoffe wurden in Zweitverwendung verarbeitet. Stärker verschlissene Stoffteile wurden zum Teil doppelt gelegt und vernäht. Die Stoffe wiesen unterschiedliche Färbungen und Muster auf, genaue Farbanalysen stehen allerdings noch aus.
Über dem Kittel trug er einen deckenähnlichen Mantel von etwa 200 cm Länge und 170 cm Breite, der aus zwei verschiedenen Geweben zusammengenäht wurde. Der Grundstoff des Mantels bestand aus einem dicken, losegesponnenem Garn aus Schafwolle, mit einer langen Stapellänge im Fischgrätmuster. Die Kettfäden haben Durchmesser von 0,8 bis 2,8 mm und sind unregelmäßig in Z-Richtung gezwirnt. Die Schussfäden haben Durchmesser von 2,0 bis 4,0 mm und bestehen aus lose, aber gleichmäßig in S-Richtung gezwirntem Garn. Die Webdichte lag bei fünf bis sechs Fäden und drei Fäden per Zentimeter im Schuss. Die Tuchoberfläche wurde nach dem Weben gebürstet, wobei einzelne Faserenden aus dem Gewebe gezogen wurden, was dem Gewebe eine leicht pelzähnliche Oberfläche verlieh. Das jetzt grob wirkende Gewebe muss ursprünglich besonders weich gewesen sein. Dieses Tuchstück wurde durch ein angenähtes L-förmiges, leinwandbindiges Stoffstück erweitert. Die Kettfäden bestehen aus etwa 0,8 bis 2,0 mm starker Z-gezwirnter, naturbrauner Schafwolle von unterschiedlichen Schattierungen, die ohne erkennbare Musterung eingezogen waren. Häufig wechselt die Schattierung eines Fadens innerhalb des Gewebes. Der Schuss wurde aus zwei abwechselnd eingeschossenen, etwa 0,9 bis 5,0 mm starken, S-gezwirnten Schussfäden gebildet. Die Webdichte liegt bei 5 Fäden je Zentimeter in der Kette und nur 0,75 Fäden pro Zentimeter im Schuss. Dieses Gewebe weist eine 90 mm breite Anfangskante auf, deren Übergang zur seitlichen Webkante nicht erhalten ist. Zwei weitere Abschnitte aus diesem Stoffstück waren als Flicken auf verschlissene Stellen des Grundgewebes des Mantel genäht. Beide Mantelgewebe stammten aus anderen Verwendungen und waren durch langen Gebrauch stark abgetragen und verschlissen. Nahtreste aus deren Erstverwendung waren nicht mehr erkennbar. Die Gewebe liegen jetzt nur noch physikalisch und chemisch stark verwittert vor. Nach der Textilarchäologin Heidemarie Farke wurde der Mantel eher nach praktischen denn nach dekorativen Gesichtspunkten hergestellt.
Um die Beine befanden sich Wickelgamaschen.

### Datierung
Die ersten Datierungen erfolgten aufgrund textiltypologischer Überlegungen in die Römische Kaiserzeit, jedoch wurde diese in den 1990er Jahren widerlegt. Eine 14C-Datierung mittels Beschleuniger-Massenspektrometrie (AMS) einiger Kopfhaare aus dem Nachlass von Alfred Dieck, einer möglicherweise unsicheren Quelle, ergab einen Todeszeitpunkt etwa zwischen 680 und 775 n. Chr.

## Präsentation
Die Überreste des Mannes von Bernuthsfeld, mitsamt seiner Kleidung, werden im Ostfriesischen Landesmuseum in Emden gezeigt. Ab dem Jahre 2011 befand sich die Moorleiche nicht in der Ausstellung, da rund 50 Wissenschaftler von externen Einrichtungen weitere Untersuchungen an ihr vornahmen. Nach deren Abschluss kehrte sie 2016 wieder ins Museum zurück. Der Mann von Bernuthsfeld erhielt dort eine eigene am 14. August 2016 eröffnete Ausstellung zum Thema „Leben und Sterben im Frühmittelalter“, was Kosten in Höhe von etwa 250.000 Euro verursacht haben soll. Die Moorleiche wird in klimatisierter Umgebung präsentiert.

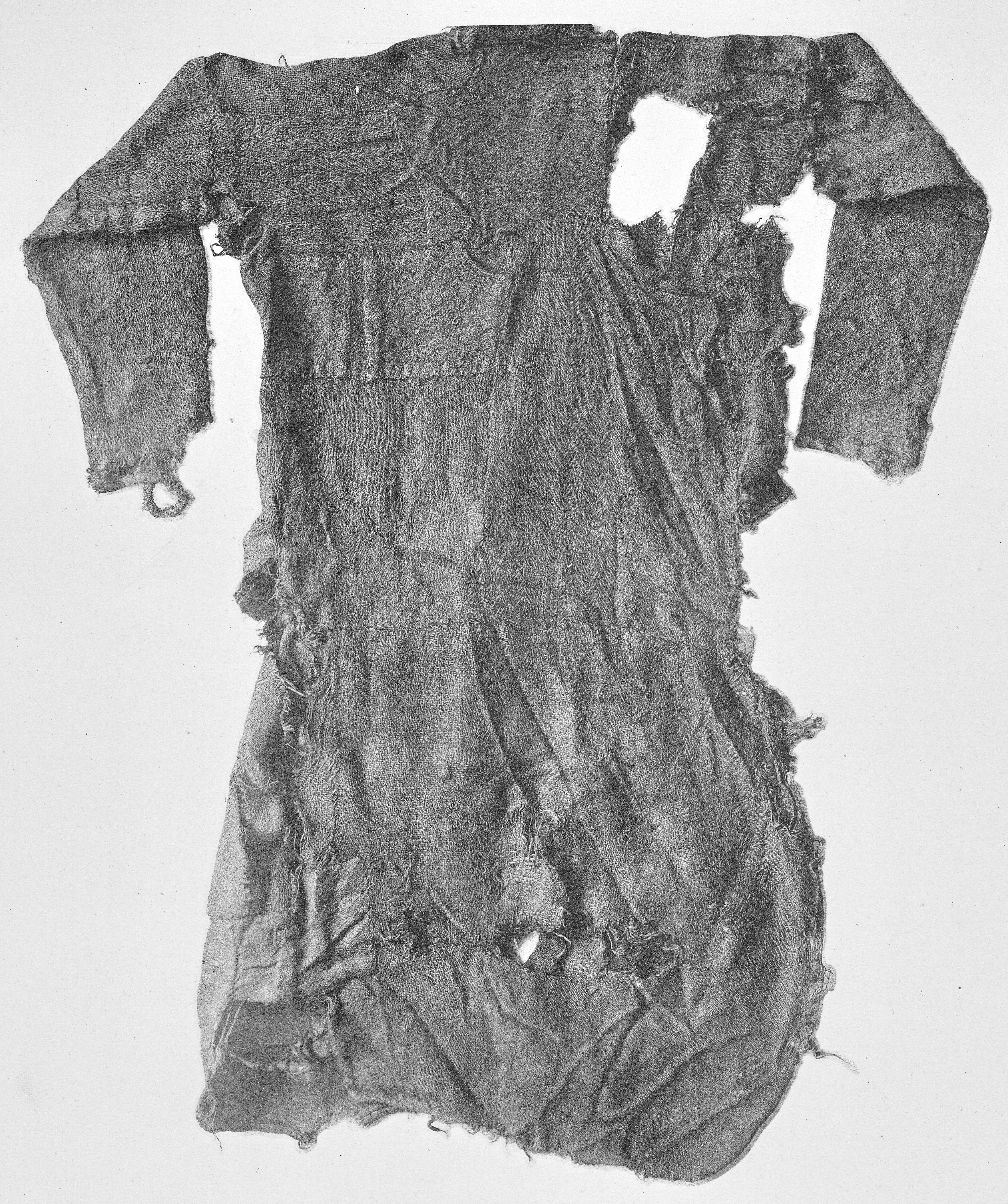
Rückseite des Kittels
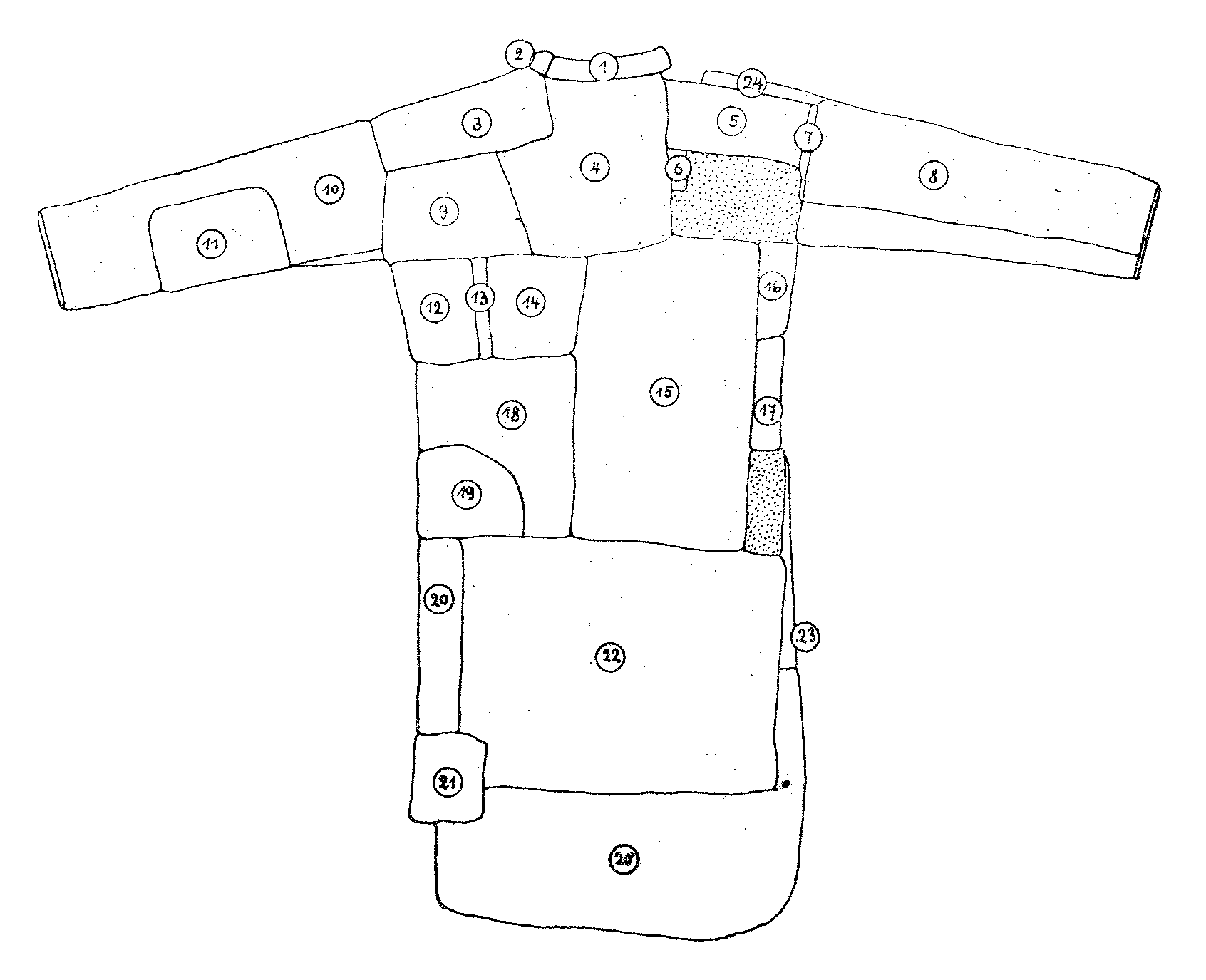
Verteilung der Stoffflicken auf der Rückseite
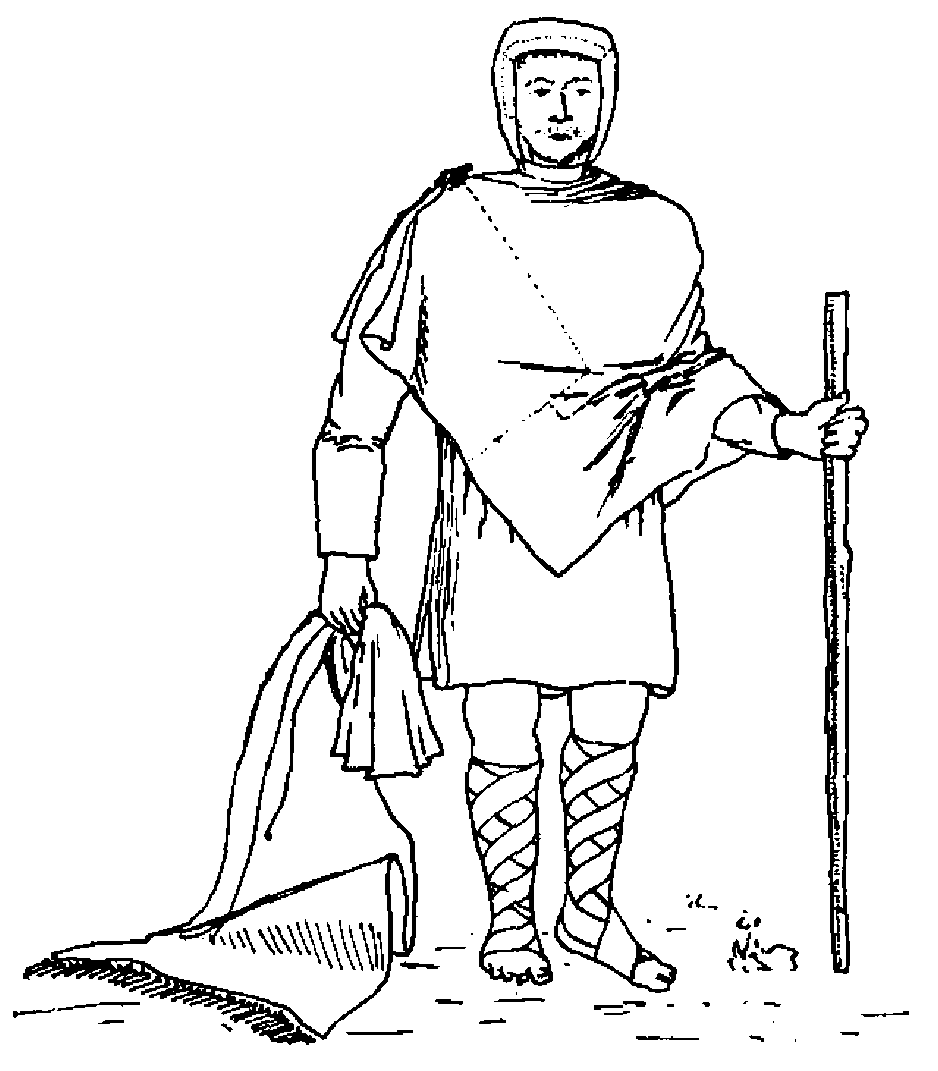
Zeichnerische Kleidungsrekonstruktion von 1910 (veralteter Forschungsstand)
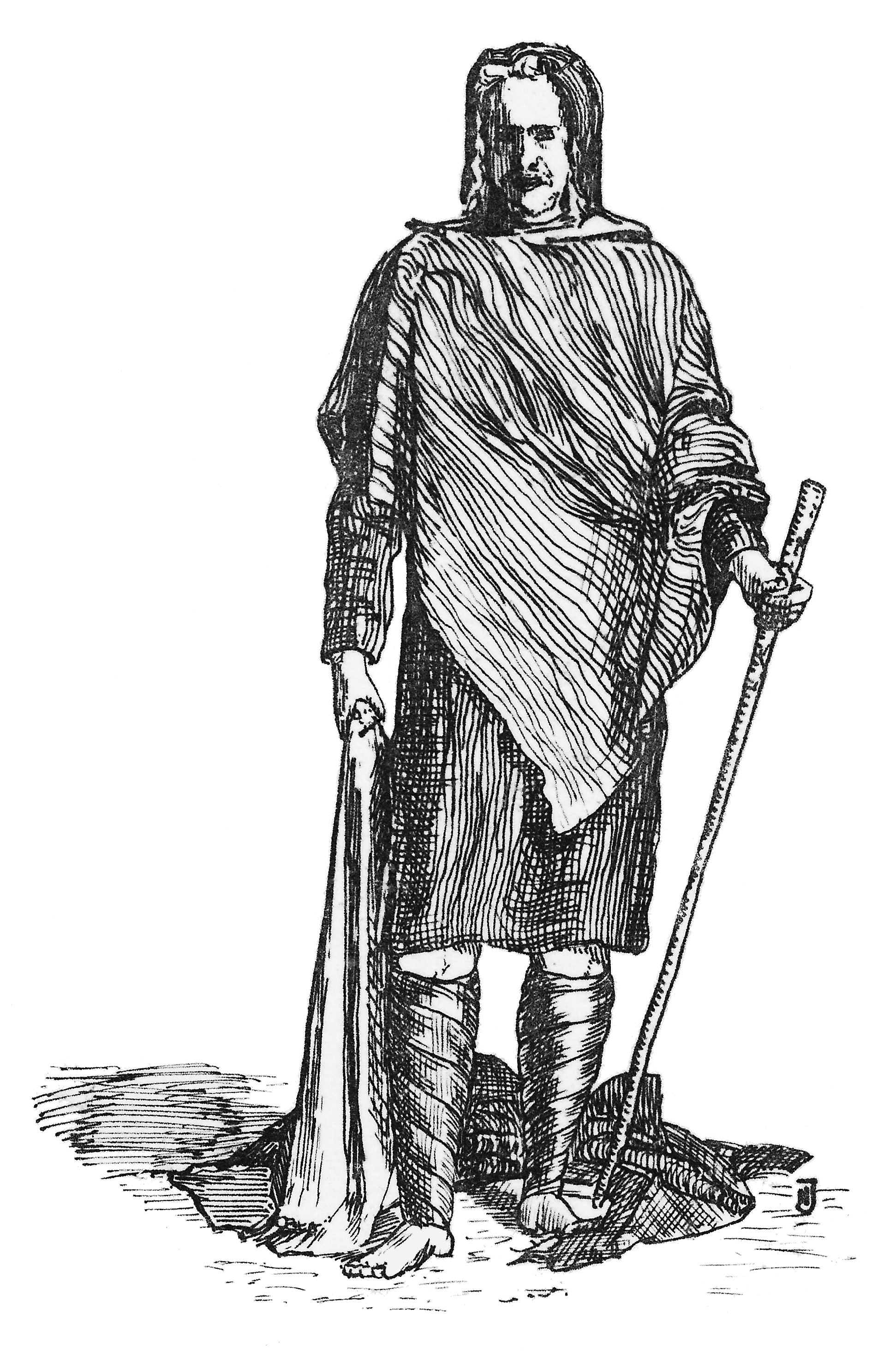
Zeichnerische Kleidungsrekonstruktion von 1925 (veralteter Forschungsstand)
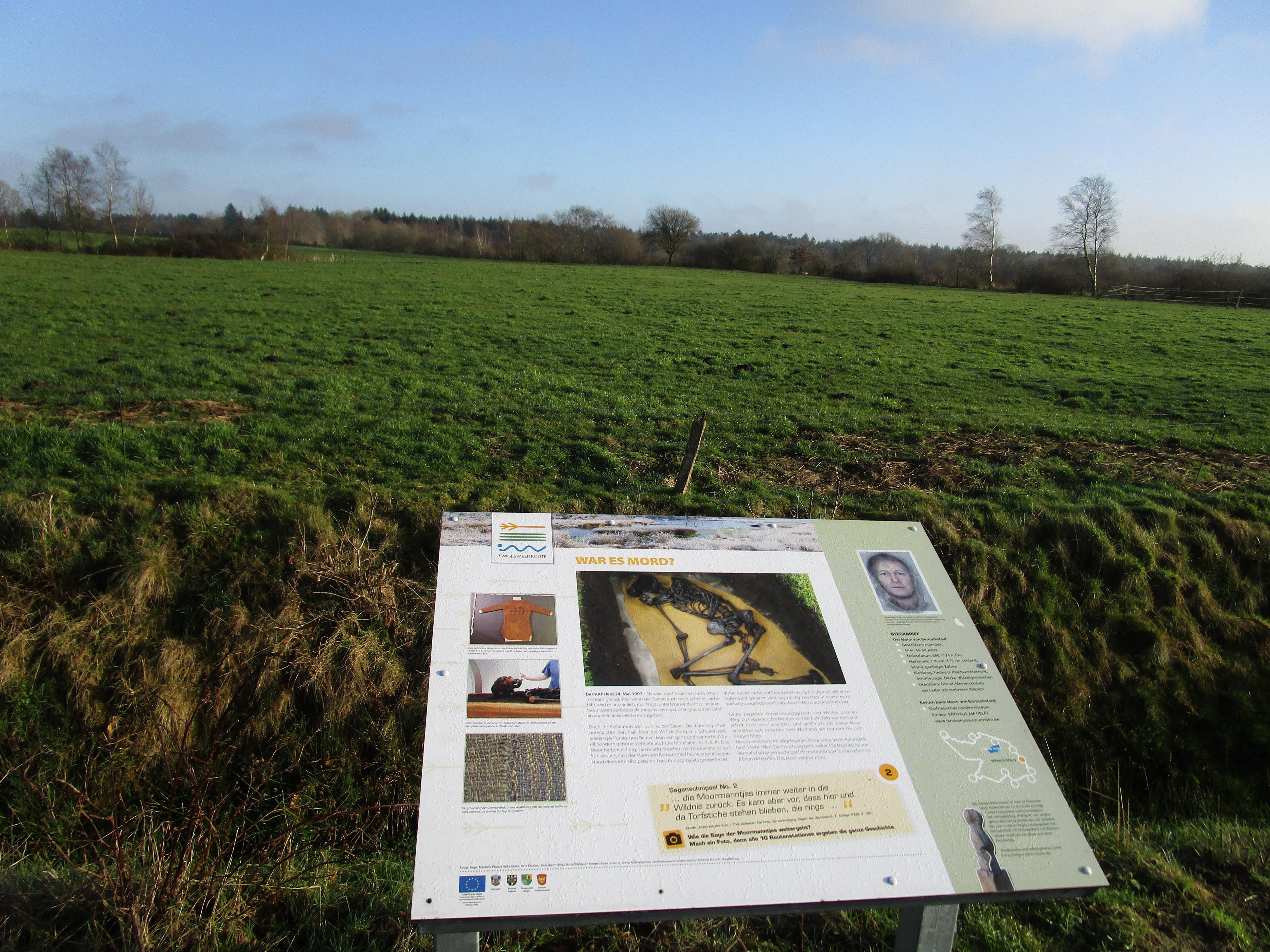
Infotafel am Fundort